# 张世英 (1921年)
张世英（1921年5月20日—2020年9月10日），男，湖北武汉人，中国哲学家，北京大学哲学系教授。

## 生平
1921年5月20日生于中华民国湖北省汉阳县柏泉乡（今属武汉市东西湖区）的一个教师家庭。1946年毕业于昆明西南联合大学哲学系，1946年至1952年在南开大学和武汉大学任教。1952年起在北京大学哲学系任教。1958年底至1966年兼任光明日报哲学专刊主编。曾任《黑格尔全集》中文版主编，其他主要著作有《中西文化与自我》、《天人之际》、《论黑格尔的逻辑学》等。2020年9月10日10时49分在北京大学国际医院逝世。